# Капуцинская церковь (Риека)

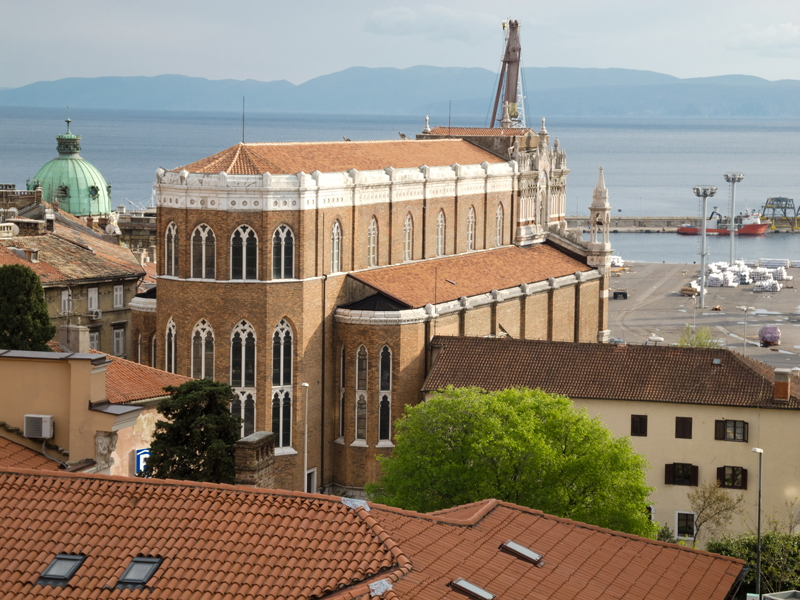
Вид на Капуцинскую церковь сзади. Справа к церкви примкнуло здание монастыря

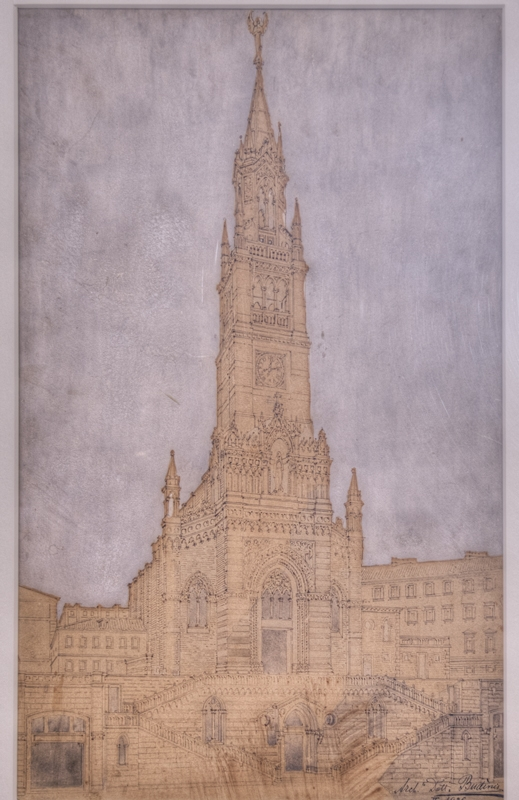
Чертёж 1926 года Корнелия Будинича

Церковь капуцинов (хорв. Kapucinska Crkva), полное название — Капуцинская церковь Богоматери Лурдской (хорв. Kapucinska Crkva Gospe Lurdske) — католическая церковь при монастыре ордена капуцинов в Риеке, Хорватия.

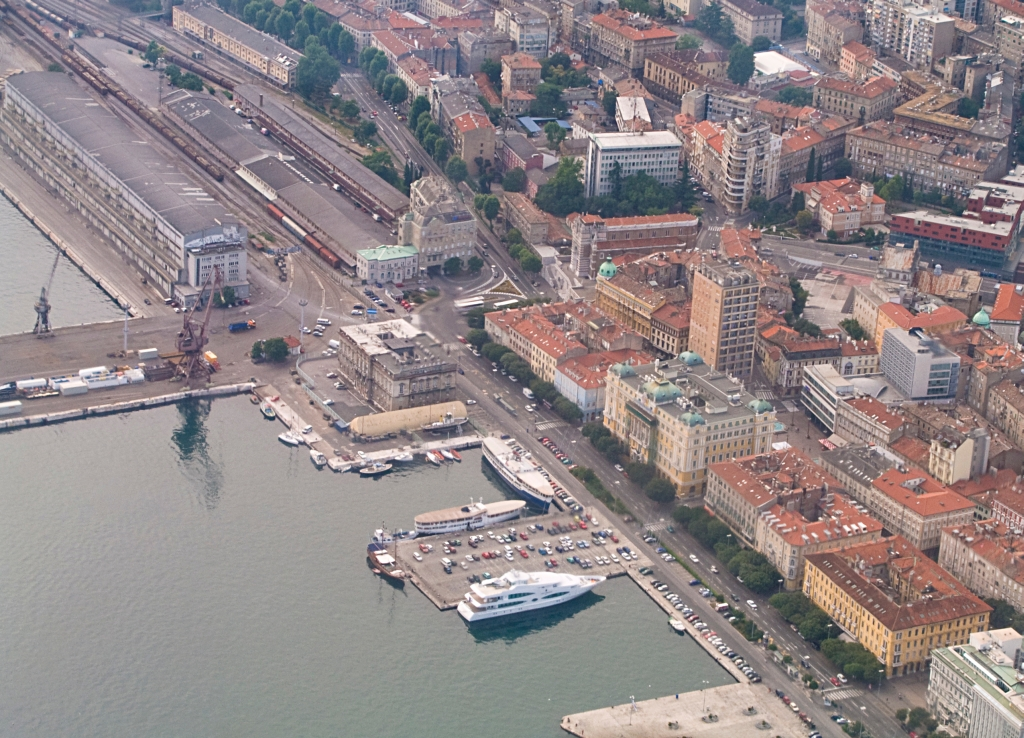
Капуцинская церковь Богоматери Лурдской на снимке с самолёта.

Церковь стоит на площади Жабица (хорв. Žabicatorget, коротко Žabica) напротив входа в морской порт Риеки. Рядом с церковью находится монастырь капуцинов — монастырь примыкает к церкви с западной стороны и огорожен высоким каменным забором. Церковь была построена в 1904—1929 годах, имеет неоготический фасад, украшенный мозаикой и резьбой из разных видов камня. В целом, построенная церковь является видом нео-средневековой архитектуры и уникальна в Риеке и во всем регионе.

## История

### Строительство и архитектура
Строительство церкви началось 11 февраля 1904 года по инициативе монаха-капуцина Бернардина Шкриванича (хорв.  Bernardin Škrivanić). Проектировал здание и руководил строительством архитектор Джованни Марио Курет (Giovanni Mario Curet). Новая церковь была возведена на месте старой церкви, построенной в 1610-1613 годах. Нижняя часть церкви была завершена в 1908 году и посвящена Богоматери Марии — утешительнице душ.
Собственностью монастыря была своя типография «Мириам» («Miriam»), которая сегодня занимается выпуском печатной продукции для искусства, театра и кино, и в которой печатались также и светские произведения, такие как книга «Суженый» А. Мандзони (хорв. „Zaručnici“ A. Manzonija) и т. п.
Строительство верхней части церкви было завершено только в 1929 году, и окончательный вид фасад верхнего храма получил по чертежам местного архитектора Корнелио (Корнелиус) Будинича (хорв.  Kornelije Budinić; итал.  Cornelio Budinis). Будинич первоначально планировал построить башню с часами, которая бы достигала высоты 75 метров. Budinić сам писал о проекте: «Церковь типа базилики, с три корабля (лодки), размером около 60 метров в том числе атриум, над которым будет возведена башня-колокольня 20 метров в ширину и общей высотой от уровня улицы 75 метров. Центральный неф имеет ширину 10 метров и отделен от проходов пятью крупными арками с двух сторон. На правой стороне церкви построен ораторий, который поднимается на треугольной поверхности».
Башня-колокольня с часами, которая должна была подняться над главным фасадом, не была построена, но для её основы вырыли углубление восемь футов в скале.

### Наружное украшение церкви
Скульптурные украшения на фасаде церкви созданы венецианским скульптором Урбано Ботассо (хорв. Urbano Bottasso) и резчиком из Риеки Антонио Мариетти (хорв. Antonio Marietti ). Мариетти создавал скульптуру выше верхнего портала, одна из которых представляет Мадонну Лурдскую.

### Внутреннее убранство церкви
В верхнем храме знаменитым художником из Риеки Ромоло Венучи (хорв. Romolo Venucci) успешно выполнены роспись потолков и украшения.
Во время реконструкции 2006-го в боковых проходах церкви созданы пять новых витражей в которых используются изображения хорватских святых, а также восстановлены старые витражи художника Роберта Малича (хорв. Roberto Mijalić).
Святые Хорватии на витражах Капуцинской церкви в Риеке:
- Святая Осанна Которская
- Святая Мать Тереза Калькутская
- Святая Мария Петкович или Мария распятого Иисуса
- Святой Иван Мерц
- Святой кардинал Алоизие Степинац
- Святой Никола Тавелич
- Святой Аугустин Казотич
- Святой Грация Которский
- Святой Марко Крижевчанин
- Святой Леопольд Мандич